# Егесков
Замок Егесков (данська: Egeskov Slot) розташований недалеко від Кваверндрупа, на півдні острова Фюн, Данія. Один із найкращих європейських замків, доби ренесансу, що збереглися. Наразі одним з найбільш чудових замків Данії, найпопулярніших і відомих, на сьогоднішній день, є Замок Егесков. Розташовується він в місті Оденсе. Символічним є його назва, оскільки при перекладі його друга назва «дубовий ліс». Зведений замок в 1554 році, популярність же свою він знайшов лише в останні 20 років. Кілька разів він переходив у володіння різних власників, зараз же він належить спадкоємцям Хенріка Біє.

## Архітектура
Замок Егесков вважається прикладом північного Ренесансу, про що свідчить формат оформлення як усього замку, так і його елементів. Зовні замок є прикладом пізньої готики. Всередині оригінальні елементи уже вказують на добу ренесансу.
Замок складається з двох довгих будівель, з'єднаних товстою подвійною стінкою, що дозволяє захисникам залишити один будинок і продовжувати воювати з іншим [4]. Подвійна стіна завтовшки близько метра і містить таємні сходи і джерела. Захисники мали можливість атакувати фланги супротивника з дворівневих кутових веж. Інші середньовічні захисні сили включають артилерійські порти, оголені отвори і вузькі щілини. Цегли, що складають замок, мають великий середньовічний тип, який іноді називають «монахами цегли». Конічні башти побудовані в серії окремих панелей.
Архітектура включає в себе зменшені та круглі арочні вікна, круглі дуги, аркади в гробницях, а також дворядковий курс між високим підвалом і першим поверхом. Ця структура містить деякі з ранніх внутрішніх конструкцій сантехніки, спочатку використовуваних у Європі з вертикальними валами для відходів. Товста подвійна стіна також містить водяну свердловину, яку також використовує слуга з кухні у східному будинку. Кілька великих приміщень мають масивні паралельні відкриті балки з деякими кінцями різьблення. Особливу увагу привертає, звичайно ж, меблі, картини, мисливська колекція трофеїв. Щодня кількість туристів, охочих побачити пам'ятку зростає, що пов'язано з його унікальним і неповторним місцем розташування. Це витвір мистецтва височить з озера, фактично просто розташовується на ньому.
Що цікаво з фрагментів історії цієї споруди, так це те, що вважається він замком-фортецею, так як раніше був військовим захистом від небажаних гостей. Але сьогодні він трансформований в замок — музей, в якому доступні тільки кілька залів для відвідування, інші ж апартаменти — це виставкові зали, для різної вікової категорії. Тут є, що подивитися і дітям, і дорослим.
Так само своєрідною є і природа цієї місцевості. Оточує замок чудовий сад, площа якого більше, ніж два з половиною км². Сад розділений на сектори, які безпосередньо пов'язані між собою стилістичною тематикою. Павичі в цій садово-парковій зоні живуть постійно і вільно розгулюють по галявинах, обходячи кілька лабіринтів, один з яких буковий.

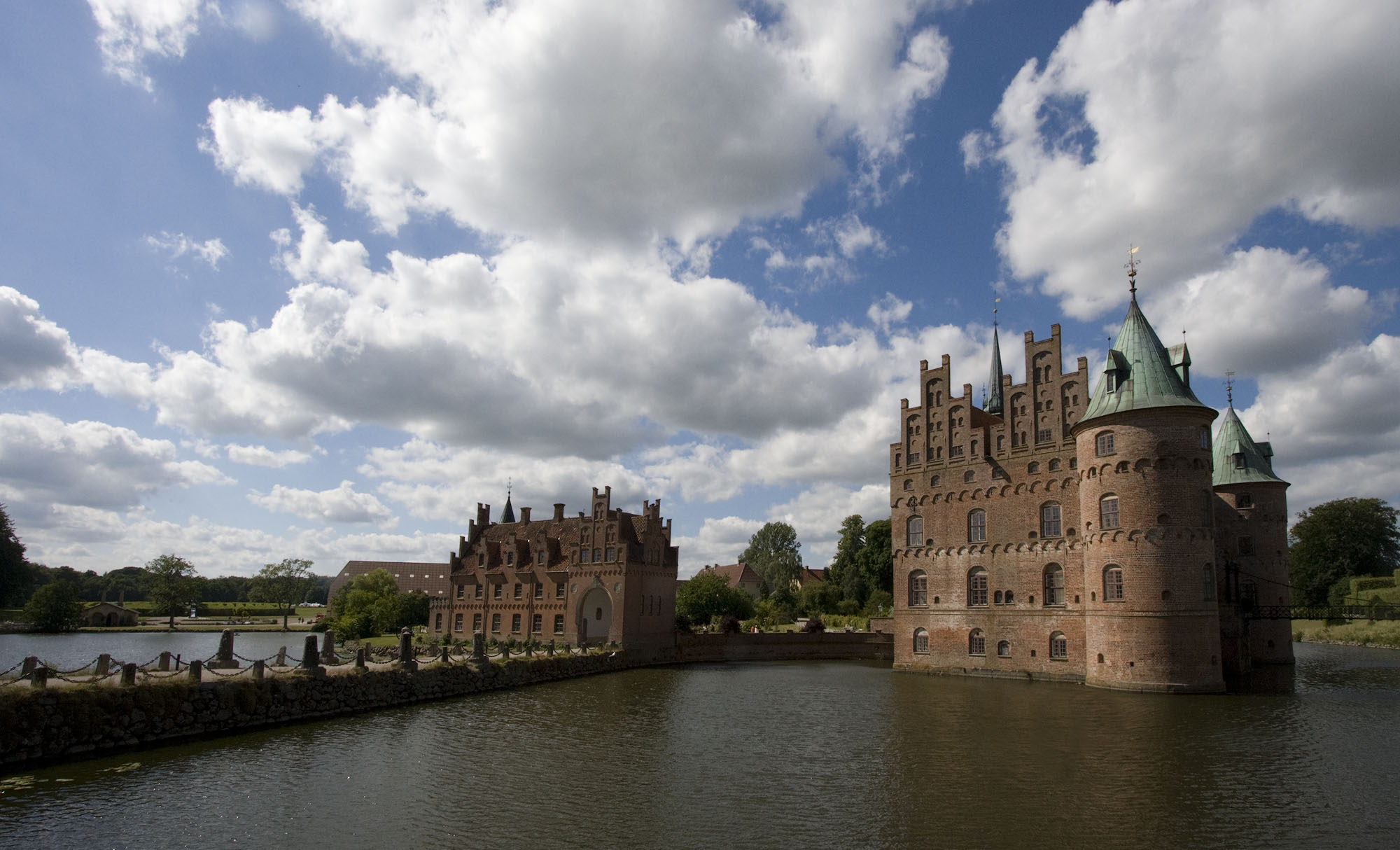
Фасад замку (пізня готика)
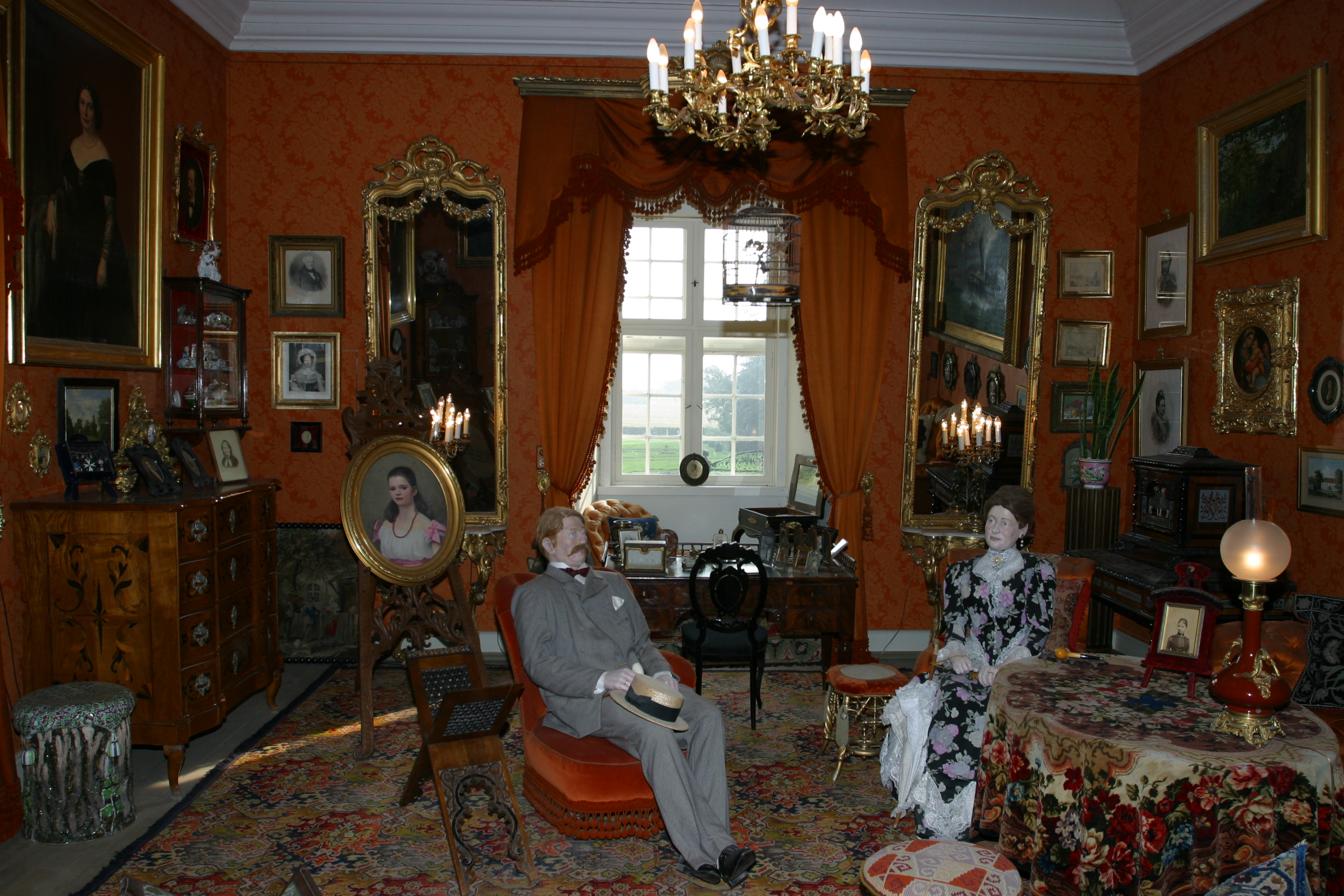
Замок Егеков в середині (ренесанс).

## Історія
Замок Егескова, будинок, як ми його бачимо сьогодні, був побудований Френдом Брокенхуєм і завершений у 1554 році. Кілька років до цього він одружився з Анною Тінхуа, яка перейняла первісний маєток від своїх батьків. У ті часи політичні заворушення, реформація та фальшиві розрахунки спричинили багато землевласників будувати свої будинки як захищені замки, і Френд Брокенхус не був винятком. Він побудував свій замок посеред озера на фундаменті дубових палібів, за переказами, в таких кількостях, що «було вирубано дубовий ліс, щоб це зробити».
Будівля, яка виглядає настільки мирною та ідилічною для сучасних відвідувачів, була побудована для оборонних цілей. Вона складається з двох довгих будинків, з'єднаних товстою подвійною стіною — перший будинок можна було б покинути, і боротьба тривала з другого будинку. Подвійна стінка настільки товста, вона містить приховані сходи і колодязь, щоб забезпечити подачу води під час облоги. Зовнішні стіни мають маніколяції для скидання твердих тіл або рідин на ворога та амбразури, а фланг супротивника може бути розстріляний з боку веж. Крім того, єдиний доступ до будинку був через мостовий мост.
Протягом більш ніж 400 років, що минули з часу його будівництва, в замку жили різні родини. У 1784 році Егесков був проданий Хенріку Біллу, нащадки якого належали до цього замку. У 1883 році Джуліус Аллефельдт-Лаурвіг-Білл переїхав до Егескова, і за час свого перебування в замку він був відновлений шведським архітектором Хелго Зеттерваллом, який також зробив висоти дахів башти, відновив стовпи корбі і побудував ворота, які ви проходите через відвідування замку.
За цей час замок був перетворений на сучасну модельну ферму з власною молочною, електростанцією та залізничною доріжкою до Кварндрупа, і це сформувало економічну основу для великої, сучасної ферми, яка донині існує.
Парк був відкритий для широкого загалу протягом кількох поколінь і залишався незмінним з 1959 року, коли почалося відновлення історичних ознак.
У 1967 році Музей ветеранського автомобіля був відкритий у вражаючому будинку, який колись був амбаром, і з роками музей був розширений, щоб включити кілька навколишніх господарських будівель.
Бенкетна зала була відновлена в 1975 році. З 1986 року зала та багато інших приміщень у будинку були відкриті для публіки щодня протягом усього сезону.

## Музеї
В замку є декілька музеїв, це:
- Колекція старовинних автомобілів
- Старовинна колекція мотоциклів
- Колекція, що описує історію сільського господарства
- Колекція літальних апаратів
- Колекція Falck та інших аварійних машин

Більша частина замку є відкритою для публіки, за винятком районів, які використовують граф Майкл і графиня Кароліна Аллефельдт-Лаврвіг-Білл. Музей сільського господарства та колектор конячих вагонів розташований у будівлі з найменуванням Ladegård. Три великих сучасних будівлі займають колекція старовинних автомобілів, колекція старовинних мотоциклів, колекція Фальк та колекція літаків і вертольотів. Колекція Falck — це сукупність транспортних засобів данської рятувальної компанії Falck, аварійно-рятувальних машин, таких як пожежні катери, машини швидкої допомоги, рятувальні катери та інші різноманітні аварійні машини.

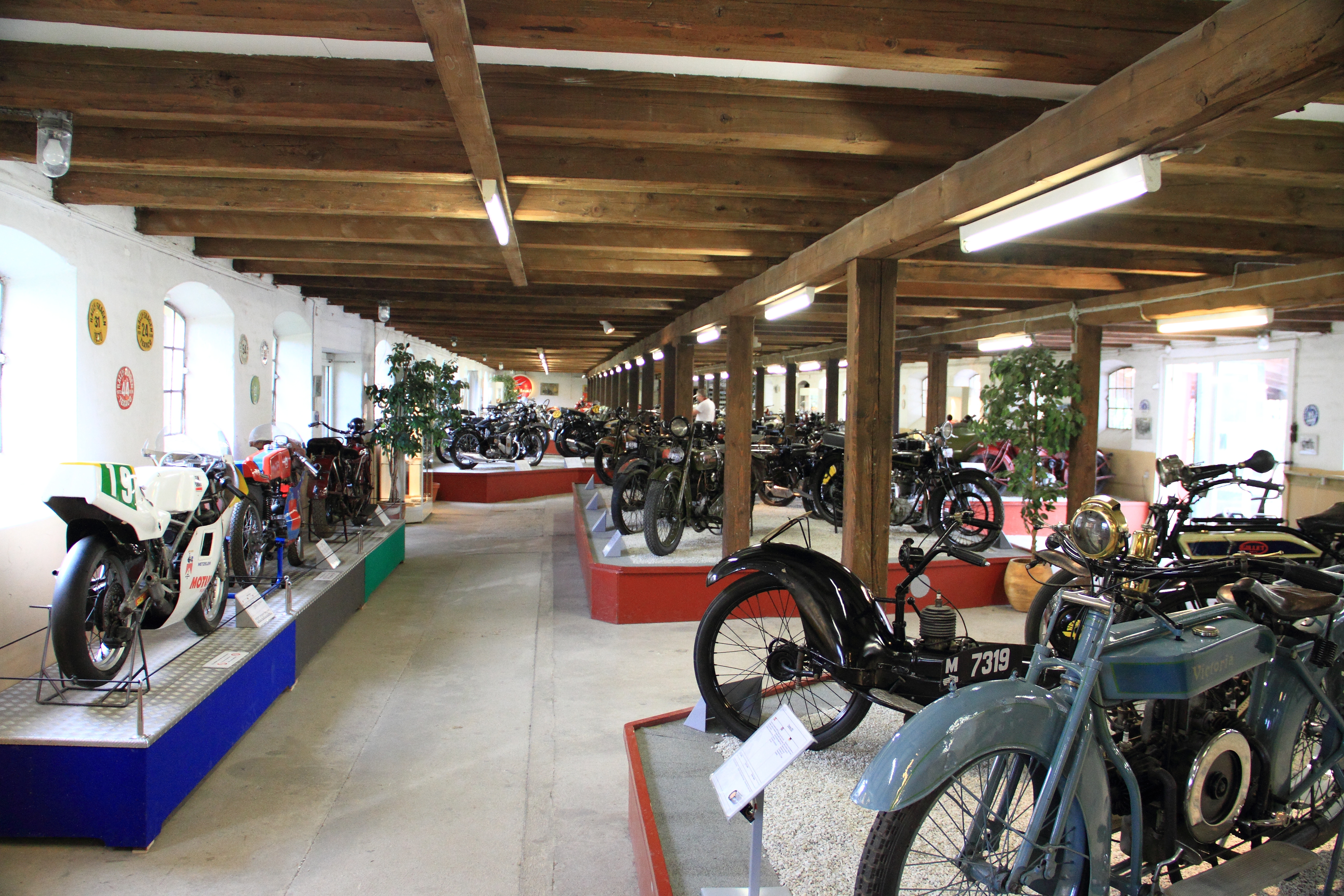
Колекція мотоциклів.
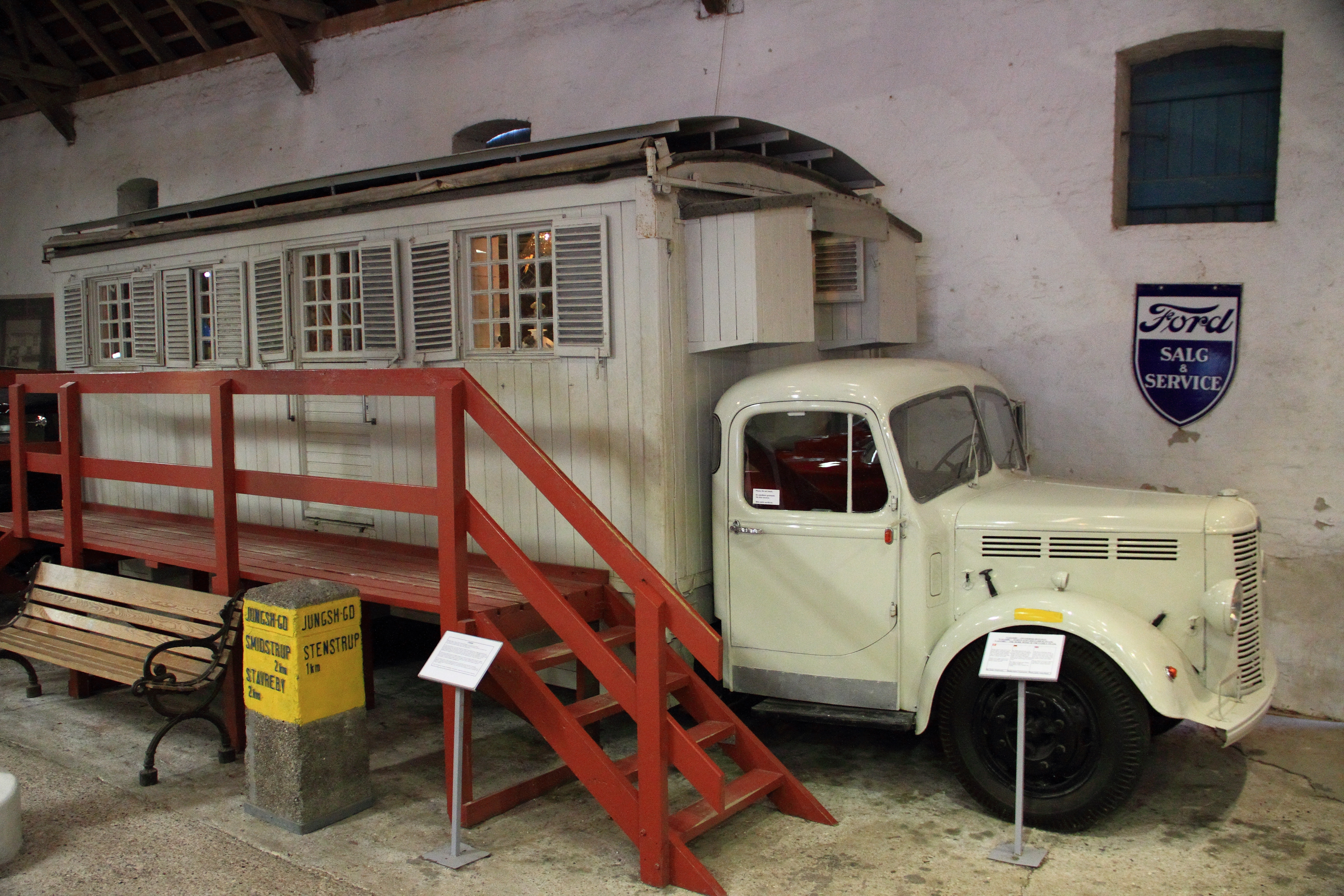
Один з експонатів колекції Falck.

## Власники замку
1. Близько 1405 Людік та Йорген Скінель
2. Близько 1470 Йохан Скінкель
3. Близько 1516 р. Отто і Пул Скінкель
4. 1518—1533 Лаурідс Скінель
5. 1533—1536 Даугер, Гіллеборг Педерсдартер Білл
6. 1536—1545 Дочки, Енн, Гіллеборг і Рігборг
7. 1545—1569 Френк Брокенхуус
8. 1569—1604 Лаурід Брокенхуус
9. 1604—1615 Спадкоємці Брокенхуса
10. 1615 Ганс Погвіш
11. 1616—1630 Якоб Ульфельд
12. 1630—1640 Діти Якоба Ульфельда
13. 1640—1648 Лаурид Ульфельдт
14. 1648—1656 Олуф Парсберг
15. 1656—1666 Отто Краг
16. 1666—1688 вдова, Анна Росенкранц
17. 1688—1713 Нілс Краг Старший
18. 1713—1722 вдова Нільса Крага
19. 1722—1740 Нільс Краг молодший
20. 1740—1784 Вдова Нільса Крага, Софі Жюль
21. 1784—1789 Хенрік Білл-Браге
22. 1789—1810 Вдова, Агнеса Рабен
23. 1810—1857 Пребен Білл-Браге
24. 1857—1871 Зигфрид Білл-Браге
25. 1871—1882 Франц Пребен Білл-Браге
26. 1882—1912 Джуліус Аллефельдт-Лаурвіг-Білл
27. 1912—1919 Вдова, Джессі Білл-Браге
28. 1919—1946 Ахлефельд-Лаврвіг-Білл
29. 1946—1985 Грегерс і Нонні Аллефельдт-Лаурвіг-Білл
30. 1985—1994 Клаус і Луїза Ахлефельдт-Лаурвіг-Білл
31. 1994 — Майкл Аллефельдт-Лаурвіг-Білл

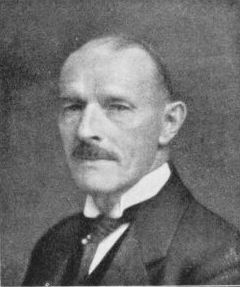
Френк Брокенхуус

## Цікаві факти про Егесков
1. Егесковський маєток: 1150 га.
2. Замок і парк: 20 га.
3. Кількість кімнат у замку: 66.
4. Кількість вікон у замку: 200.
5. Кількість скляних панелей у замку: 2,062.
6. Кількість ванних кімнат у замку: 6.
7. Кількість дверей у замку: 171.
8. Глибина рову макс.: 5 метрів.
9. Кількість лабіринтів: 2.
10. Вік вікна макс.: 280 років.
11. Висота огорож макс: 8 метрів.
12. Фуксія, кількість сортів у саду: 1375.
13. Алея з деревами, довжина: 100 метрів.
14. Алея з деревами, висота: 15 метрів.
15. Кількість працівників у маєтку в сезон: 120.
16. Антикваріатний автомобільний музей, експонати: 350.
17. Музейна виставкова площа: 10 000 м2.
18. Музей, висота до стель макс: 20 метрів.